# Modèle linéaire
 (novembre 2023).
Si vous disposez d'ouvrages ou d'articles de référence ou si vous connaissez des sites web de qualité traitant du thème abordé ici, merci de compléter l'article en donnant les références utiles à sa vérifiabilité et en les liant à la section « Notes et références ».

Données aléatoires sous forme de points, et leur régression linéaire.

Un modèle linéaire multivarié est un modèle statistique dans lequel on cherche à exprimer une variable aléatoire {\displaystyle \mathbf {Y} } à expliquer en fonction de variables explicatives X sous forme d'un opérateur linéaire.

## Formalisation
Le modèle linéaire est donné selon la formule :

 où Y est une matrice d'observations multivariées, X est une matrice de variables explicatives, B est une matrice de paramètres inconnus à estimer et U est une matrice contenant des erreurs ou du bruit. 
Les erreurs sont supposées habituellement suivre une loi normale multidimensionnelle. Si les erreurs ne suivent pas une loi normale multivariée, les modèles de régression généralisés peuvent être utilisés pour assouplir les hypothèses au sujet de Y et U. L'ajustement linéaire est l'opération d'approximation permettant de choisir le meilleur hyperplan possible.

## Exemples
ANOVA, ANCOVA, MANOVA, MANCOVA, la Régression linéaire, les t-test et F-test font appel à des modèles linéaires.